# Anian Christoph Wimmer
Anian Christoph Wimmer (* 4. Mai 1973 in Memmingen) ist ein deutsch-australischer Journalist, Publizist und Autor. 

## Werdegang
Wimmer stammt aus einem oberbayerischen Elternhaus und wuchs in Südafrika und Bayern auf. Wimmer studierte Philosophie, Sinologie und Germanistik. Von 1997 bis 2010 lebte er überwiegend in Australien. 
Dort war er unter anderem Programm-Manager und Redaktionsleiter beim australischen öffentlich-rechtlichen Rundfunk, dem Special Broadcasting Service; zwischenzeitlich auch kommissarischer Leiter des gesamten Hörfunk- und Online-Bereichs. Seit 2011 ist er im Bayerischen Oberland ansässig. Als Produzent, Sprecher, Reporter und Autor hat Wimmer Geschichten für  “Heute.de”, Pro Sieben, Münchner Merkur produziert und publiziert. Der Journalist war darüber hinaus Seminarleiter für Nachrichtenjournalismus an der Monash University und Honorary Research Fellow in Kommunikationswissenschaften an seiner Alma Mater, der University of Melbourne. Von Januar 2013 bis Ende September 2015 war Wimmer Chefredakteur der Münchner Kirchenzeitung und Leiter der Printredaktion beim Sankt Michaelsbund. Seit Oktober 2015 ist Wimmer Chefredakteur der zeitgleich gegründeten deutschen Ausgabe der internationalen Catholic News Agency, die zu EWTN gehört, dem katholischen Medienhaus mit Sitz in Alabama, USA.
Wimmer ist seit 2001 mit der Krebsforscherin  Sabine Wimmer-Kleikamp verheiratet. Das Paar hat vier Kinder.